# Rhodomelaceae
Rhodomelaceae, velika porodica crvenih alga iz reda Ceramiales. Postoji preko tisuću vrsta

## Rodovi
1. Abbottella Hollenberg 	1
2. Acanthophora J.V.Lamouroux 	7
3. Acanthosiphonia Savoie & G.W.Saunders 	1
4. Acrocystis Zanardini 	1
5. Adamsiella L.E.Phillips & W.A.Nelson 	4
6. Aiolocolax Pocock 	1
7. Alleynea Womersley 	1
8. Alsidium C.Agardh 	8
9. Amansia J.V.Lamouroux 	17
10. Amplisiphonia Hollenberg 	1
11. Aneurianna L.E.Phillips 	4
12. Antarctocolax Skottsberg 	1
13. Aphanocladia Falkenberg 	6
14. Ardissonula G.De Toni 	1
15. Benzaitenia Yendo 	1
16. Beringiella M.J.Wynne 	1
17. Boergeseniella Kylin 	1
18. Bostrychia Montagne 	41
19. Bostrychiocolax Zuccarello & J.A.West 	1
20. Bryocladia F.Schmitz 	5
21. Carradoriella P.C.Silva 	5
22. Chamaethamnion Falkenberg 	2
23. Chiracanthia Falkenberg 	1
24. Chondria C.Agardh 	79
25. Chondrophycus (J.Tokida & Y.Saito) Garbary & J.T.Harper 	16
26. Choreocolax Reinsch 	5
27. Cladhymenia Harvey 	6
28. Cladureae Díaz-Tapia & Maggs 	2
29. Cladurus Falkenberg 	2
30. Cliftonaea Harvey 	1
31. Coeloclonium J.Agardh 4
32. Colacopsis De Toni 	4
33. Corynecladia J.Agardh 	3
34. Dasyclonium J.Agardh 	10
35. Dawsoniella Hollenberg 	1
36. Dawsoniocolax A.B.Joly & Yamaguishi-Tomita 	1
37. Dictyomenia Greville 	6
38. Digenea C.Agardh 	6
39. Dipterocolax J.Morrill 	1
40. Dipterosiphonia F.Schmitz & Falkenberg 	6
41. Ditria Hollenberg 	3
42. Doxodasya (F.Schmitz) Falkenberg 	4
43. Echinophycus Huisman 	1
44. Echinosporangium Kylin 	1
45. Echinothamnion Kylin 	4
46. Enantiocladia Falkenberg 	4
47. Endosiphonia Zanardini 	5
48. Epiglossum Kützing 	2
49. Epineuron Harvey 	1
50. Epizonaria Díaz-Tapia & Maggs 	1
51. Erythrocystis J.Agardh 	2
52. Erythrostachys J.Agardh ex Jean White 	1
53. Eutrichosiphonia Savoie & G.W.Saunders 	4
54. Exophyllum Weber Bosse 	1
55. Gonatogenia J.Agardh 	1
56. Gredgaria Womersley 	1
57. Halopithys Kützing 	3
58. Haplodasya Falkenberg 	2
59. Harveyella F.Schmitz & Reinke 	1
60. Hawaiia Hollenberg 	1
61. Herpopteros Falkenberg 	1
62. Herposiphonia Nägeli 	60
63. Herposiphoniella Womersley 	1
64. Heterocladia Decaisne 	3
65. Heterodasya Joly & Oliveira 	1
66. Heterostroma Kraft & M.J.Wynne 	1
67. Holotrichia F.Schmitz 	1
68. Husseya J.Agardh 	1
69. Janczewskia Solms-Laubach 	11
70. Jantinella Kylin 	2
71. Jeannerettia Hooker f. & Harvey 	1
72. Kapraunia Savoie & G.W.Saunders 	4
73. Kentrophora S.M.Wilson & Kraft 	2
74. Kintarosiphonia S.Uwai & M.Masuda 	0
75. Kuetzingia Sonder 	2
76. Lampisiphonia H.-G.Choi, Díaz Tapia & Bárbara 	1
77. Laurencia J.V.Lamouroux 	137
78. Laurenciella V.Cassano, Gil-Rodríguez, Sentíes, Díaz-Larrea, M.C.Oliveira & M.T.Fujii 	3
79. Laurenciocolax A.D.Zinova & Perestenko 	1
80. Leachiella Kugrens 	1
81. Lembergia Saenger 	1
82. Lenormandia Sonder 	6
83. Leptosiphonia Kylin 	5
84. Leveillea Decaisne 	3
85. Levringiella Kylin 	2
86. Lophocladia (J.Agardh) F.Schmitz 	8
87. Lophosiphonia Falkenberg 	10
88. Lophothalia Kützing 	2
89. Lophura Kützing 	1
90. Lophurella F.Schmitz 	11
91. Melanothamnus Bornet & Falkenberg 	57
92. Meridiocolax J.Morrill 	3
93. Metamorphe Falkenberg 	1
94. Microcolax F.Schmitz 	2
95. Micropeuce J.Agardh 	5
96. Murrayella F.Schmitz 1
97. Nanopera S.M.Wilson & G.T.Kraft 	1
98. Neochondria S.Sutti, M.Tani, Y.Yamagishi, T.Abe & K.Kogame 	2
99. Neorhodomela Masuda 	6
100. Neotenophycus Kraft & I.A.Abbott 	1
101. Neurymenia J.Agardh 	2
102. Odonthalia Lyngbye 	14
103. Ohelopapa F.Rousseau, Martin-Lescanne, Payri & L.Le Gall 	1
104. Oligocladella P.C.Silva 	3
105. Onychocolax Pocock 	1
106. Ophidocladus Falkenberg 	1
107. Osmundaria J.V.Lamouroux 	7
108. Osmundea Stackhouse 	24
109. Pachychaeta Kützing 	2
110. Palisada K.W.Nam 	25
111. Pentocladia Huisman 	1
112. Periphykon Weber Bosse 	2
113. Perrinia Womersley 	1
114. Phaeocolax Hollenberg 	1
115. Picconiella G.De Toni 	2
116. Pityophykos Papenfuss 	1
117. Placophora J.Agardh 	3
118. Pleurostichidium Heydrich 	1
119. Pollexfenia Harvey 	5
120. Polysiphonia Greville 185
121. Polyzonia Suhr 	1
122. Protokuetzingia Falkenberg 	1
123. Pterochondria Hollenberg 	1
124. Pterosiphonia Falkenberg 	10
125. Pterosiphoniella E.Y.Dawson 	1
126. Pycnothamnion P.J.L.Dangeard 	1
127. Rhodolachne M.J.Wynne 	1
128. Rhodomela C.Agardh 	13
129. Rhodomelopsis Pocock 	1
130. Rodriguezella F.Schmitz 	7
131. Rytiphlaea C.Agardh 	5
132. Savoiea M.J.Wynne 	4
133. Schizochlaenion M.J.Wynne & R.E.Norris 	1
134. Sonderella F.Schmitz 	1
135. Spirocladia Børgesen 	5
136. Spirophycus A.J.K.Millar 	1
137. Sporoglossum Kylin 	1
138. Streblocladia F.Schmitz 	8
139. Stromatocarpus Falkenberg 	1
140. Symphyocladia Falkenberg 	8
141. Symphyocladiella D.E.Bustamante, B.Y.Won & T.O.Cho 	8
142. Symphyocolax M.S.Kim 	1
143. Tayloriella Kylin 	4
144. Thaumatella (Falkenberg) Kylin 	1
145. Tiparraria Womersley 	1
146. Tolypiocladia F.Schmitz 	4
147. Trichidium J.M.Noble & Kraft 	1
148. Tylocolax F.Schmitz 	1
149. Ululania K.E.Apt & K.E.Schlech 	1
150. Veleroa E.Y.Dawson 	6
151. Vertebrata S.F.Gray 	30
152. Vidalia J.V.Lamouroux ex J.Agardh 	3
153. Waldoia W.R.Taylor 	1
154. Waputikia C.Walcott 	1
155. Wilsonaea F.Schmitz 	1
156. Wilsonosiphonia D.Bustamante, Won & T.O.Cho 	4
157. Womersleyella Hollenberg 	4
158. Wrightiella F.Schmitz 	2
159. Xiphosiphonia Savoie & G.W.Saunders 	3
160. Yuzurua (K.W.Nam) Martin-Lescanne 	2

Tribusi
1. Alsidieae Ardissone 14
2. Amansieae Schmitz & Hauptfleisch 63
3. Bostrychieae Falkenberg 41
4. Chondrieae F.Schmitz & Falkenberg 95
5. Dipterosiphonieae Díaz-Tapia & Maggs 6
6. Herposiphonieae F.Schmitz & Falkenberg 	71
7. Heterocladieae Falkenberg 	3
8. Laurencieae F.Schmitz 	229
9. Lophosiphonieae Fritsch 	10
10. Lophothalieae F.Schmitz & Falkenberg 	19
11. Neotenophyceae Kraft & I.A.Abbott 	1
12. Ophidocladeae Díaz-Tapia & Maggs 	1
13. Pleurostichidieae Hommersand 	1
14. Polysiphonieae Ardissone 	225
15. Polyzonieae F.Schmitz & Falkenberg 	13
16. Pterosiphonieae Falkenberg 	60
17. Rhodomeleae 40
18. Sonderelleae L.E.Phillips 	2
19. Streblocladieae Díaz-Tapia & Maggs 	110
20. Thaumatelleae Díaz-Tapia & Maggs 	1